# AA São Bento (São Paulo)
Der Associação Atlética São Bento war ein Fußballklub aus São Paulo, im brasilianischen Bundesstaat São Paulo.

## Geschichte
São Bento wurde 1914 von Pater Katon, eines Lehrers am Gymnasium neben der Basilika São Bento in São Paulo, gegründet. Dem Klub traten Spieler des SC Americano (SP) bei und er konnte gleich in seinem Gründungsjahr an der damaligen Staatsmeisterschaft von São Paulo teilnehmen. Zu der Zeit gab es zwei konkurrierende Verbände von São Paulo. Die 1901 gegründete Liga Paulista de Foot-Ball (LPF) und den 1913 ins Leben gerufenen Associação Paulista de Sports Athleticos (APSA). Hintergrund waren Streitigkeiten um die Austragung. An der APSA 1914 nahmen die drei Gründungsmitglieder Club Athletico Paulistano, AA Mackenzie College, AA Palmeiras und als Neumitglieder CA Ypiranga, Scottish Wanderers FC und São Bento teil. Sein Debüt gab der Klub am 12. April bei Paulistano. Nicht für sein erstes Spiel konnte São Bento mit 4:2 gewinnen, sondern auch das Turnier. Im letzten Spiel am 1. November musste die Mannschaft wieder gegen Paulistano antreten. Die Partie entschied über den Titelgewinn. São Bento konnte auch dieses Treffen gewinnen und wurde Meister der APSA. Dadurch kam der Klub seinem ersten überregionalem Treffen.
1914 war in Rio de Janeiro, zu der Zeit noch Hauptstadt Brasiliens, zur Gründung des Federação Brasileira de Sports, als erstem Sportverband Brasiliens. Einer der Initiatoren war die Liga Metropolitana de Esportes Athleticos (LMEA) (Leichtathletikverband für Rio de Janeiro). Die LMEA nutzte die Spaltung von LPF und APSA, um im Sport São Paulos mehr Einfluss zu gewinnen. Sie half der APSA zur Anerkennung im FBS. So kam es zu einer Partie zwischen dem Meister der APSA und dem Meister von Rio de Janeiro, dem CR Flamengo. Das Spiel fand am 25. April 1915 statt und endete 1:0 für São Bento. Obwohl der Staatsmeister São Paulos durch die Verbandsteilung nicht eindeutig war, gilt das Treffen für einige als Austragung der Taça dos Campeões Estaduais Rio-São Paulo.
Im selben Jahr wie São Bento wurde 1914 die SE Palmeiras, damals noch als Società Palestra Italia antretend, gegründet. 1924 traten die beiden Klubs in zwei Spielen um den Taça Altivez an, um das zehnjährige Jubiläum beider Mannschaften zu feiern. In der ersten Partie am 7. Juli konnte São Bento noch 1:1 erreichen, verlor das Rückspiel am 12. August dann jedoch mit 3:7.
In der Staatsmeisterschaft 1925 empfing São Bento am letzten Spieltag den Club Athletico Paulistano. In der Partie am 8. November musste São Bento mindestens Unentschieden spielen, um die Meisterschaft zu gewinnen. Dem Klub gelang ein 1:0–Sieg und feierte die Meisterschaft mit einer Bilanz von acht Siegen und zwei Niederlagen bei einem Torverhältnis von 25:17. Bis 1933 nahm der Klub noch an der Staatsmeisterschaft teil, der Erfolg konnte aber nicht wiederholt werden. In dem Jahr nahm São Bento noch an der ersten Austragung des Torneio Rio-São Paulo teil. Dieses war ein Fußball-Turnier zwischen den führenden Vereinsmannschaften aus der Stadt Rio de Janeiro, damals der Bundesdistrikt, fünf Teilnehmer, und dem Bundesstaat São Paulo, sieben Teilnehmer. Die Spiele innerhalb der Staatsmeisterschaft zählten zugleich als Partien um die Torneio Rio-São Paulo 1933 hinzu kamen dann die Treffen gegen die Rio Klubs. In den 22 Spielen kam man auf fünf Siege, drei Unentschieden und 14 Niederlagen bei 31:52 Toren. Diese reichte nur für den vorletzten Platz. 1935 stellte São Bento seine Aktivitäten ein.

## Teilnahme an Fußballwettbewerben
| Wettbewerb                  | Teilnahmen      |
| --------------------------- | --------------- |
| Staatsmeisterschaft Série A | 20× – 1914–1933 |
| Torneio Rio-São Paulo       | 1× – 1933       |

## Erfolge
- Staatsmeisterschaft von São Paulo: 1914, 1925
- Staatsmeisterschaft von São Paulo – Vizemeister: 1916
- Taça dos Campeões Estaduais Rio-São Paulo: 1914
- Taça Competência: 1925

## Trivia
1923 bis 1925 stellte São Bento mit Feitiço den Torschützenkönig der Meisterschaft, mit 18, 14 und 10 Toren. Der Spieler trat von 1922 bis 1927 für den Klub an und soll in dieser Zeit in 57 Spielen 95 Tore erzielt haben. Anschließend geht ging zum FC Santos, wo er auch mehrfach Torschützenkönig wurde und 1939 mit 39 Toren einen Rekord aufstellte, welcher erst 1958 von Pelé mit 58 Toren übertroffen wurde.
Ein weiterer besonderer Spieler für São Bento war Sylvio Lagreca. Dieser gehörte zur Auswahl Brasiliens, welche am 21. Juli 1914 gegen Exeter City in Rio de Janeiro im Laranjeiras war das erste, wenn auch noch inoffizielle, Spiel einer brasilianischen Nationalmannschaft bestritt. Das zweite Spiel der Auswahl am 20. September 1914 in Buenos Aires gegen Argentinien wurde das erstes offizielles Länderspiel Brasiliens, an welchem auch er teilnehmen durfte. Er war von 1914 bis 1916 auch Bestandteil des Spielerkomitees, welches zu der Zeit noch anstelle eines Trainers auftrat. Lagreca war von 1914 bis 1921 aktiv und dieses ausschließlich für São Bento.